# كرياك سفورزا
كرياك سفورزا (مواليد 2 مارس 1970) هو لاعب كرة قدم. يلعب مع منتخب سويسرا لكرة القدم. سبق له أن لعب في كأس العالم لكرة القدم مع منتخب بلاده.

## روابط خارجية
- كرياك سفورزا على موقع الاتحاد الدولي (مؤرشف)  (الإنجليزية)
- كرياك سفورزا على موقع الاتحاد الأوربي (الإنجليزية)
- كرياك سفورزا على موقع قاعدة بيانات كرة القدم.إي يو (الإنجليزية)
- كرياك سفورزا على موقع بيانات كرة القدم. دي إي (الألمانية)
- كرياك سفورزا على موقع ناشيونال فوتبول تيمز (الإنجليزية)
- كرياك سفورزا على موقع عالم كرة القدم.نت (الإنجليزية)
- كرياك سفورزا على موقع كووورة